# آگایاکان
آگایاکان (روسی: Агаякан) یک رودخانه در استان یاقوتستان کشور روسیه است.